# Klausental (Diedesfeld)
Das Klausental ist ein unbewohntes Tal am Ostrand des Pfälzerwaldes, das zu Neustadt an der Weinstraße gehört.

## Geographie
Das Tal befindet sich innerhalb der Haardt, wie der Ostrand des Pfälzerwald bezeichnet wird, im Süden der Gemarkung der kreisfreien Stadt Neustadt an der Weinstraße und dort wiederum zum Ortsbezirk Diedesfeld, dessen Siedlungsgebiet sich rund zwei Kilometer nordöstlich erstreckt. Wenige hundert Meter südlich befindet sich bereits die Gemarkungsgrenze zur Ortsgemeinde Maikammer. Östlich schließt sich der Haardtrand an, der bereits zur Oberrheinischen Tiefebene gehört.
Mitten durch das Tal fließt der Wooggraben, dessen Wasser über die Route Schlittgraben, Nellengraben und Kropsbach in den Speyerbach fließt.
Nördlich erstrecken sich die Hohe Loog sowie das Naturschutzgebiet Haardtrand - Am Wetterkreuz und westlich die Kanzel, der Taubenkopf, der Sommerberg sowie die Passhöhe Hahnenschritt. Südlich des Tals verläuft außerdem die Kalmithöhenstraße und nordwestlich die Passhöhe Bildbaum.

## Flora und Fauna
Vor Ort kommt die Pilzart Puppen-Kernkeule vor.

## Tourismus
Am östlichen Talausgang befindet sich die vom Pfälzerwald-Verein betriebene Klausentalhütte. Mitten durch das Tal verläuft ein Wanderweg, der mit einem blauen Punkt markiert ist sowie in Nord-Süd-Richtung die vierte Etappe des Pfälzer Keschdewegs.